# Angus Dawson
Angus Dawson (Adelaida, 30 de octubre de 2000) es un deportista australiano que compite en remo.
Ganó una medalla de bronce en el Campeonato Mundial de Remo de 2023, en la prueba de ocho con timonel. Participó en los Juegos Olímpicos de Tokio 2020, ocupando el sexto lugar en la misma prueba.

## Palmarés internacional
| Campeonato Mundial | Campeonato Mundial | Campeonato Mundial | Campeonato Mundial |
| Año                | Lugar              | Medalla            | Prueba             |
| ------------------ | ------------------ | ------------------ | ------------------ |
| 2023               | Belgrado (Serbia)  | Medalla de bronce  | Ocho con timonel   |